# Rima Fakih
Rima Fakih (tiếng Ả Rập: ريما فقيه) (sinh ngày 22 tháng 9 năm 1985) là Hoa hậu Mỹ 2010. Cô vốn là một diễn viên người Mỹ gốc Lebanon. Cô đại diện cho bang Michigan trong các cuộc thi hoa hậu quốc gia. Trước đó, Rima Fakih đoạt Hoa hậu Michigan USA tại cuộc thi năm 2010. Fakih được đào tạo để trở thành một Diva WWE WWE. Cô thi đấu vào mùa giải thứ năm của WWE Tough Enough nhưng đã bị loại khỏi chương trình trong tập thứ tư. Cô được xem là người Hồi giáo đầu tiên giành được danh hiệu Hoa hậu Mỹ. Tháng 4 năm 2016, Fakih được rửa tội và theo đạo Công giáo

## Tiểu sử
Fakih sinh ở Srifa, một thành phố nhỏ ở vùng Jabal Amel miền nam Liban, trong một gia đình Hồi giáo Shia. Lúc nhỏ, cô sống ở làng Souk El Gharb ở Mount Liban và học ở trường St. Rita's gần Beirut. Năm 1993, bố mẹ của Rima là Hussein và Nadia Fakih, chuyển tới sống ở New York để thoát khỏi ảnh hưởng của cuộc nội chiến Liban. Fakih đến học ở trường John's Preparatory, một trường học Công giáo ở Queens và bố cô là chủ của một nhà hàng ở Manhattan. Năm 2003, gia đình cô chuyển đến khu cộng đồng người Mỹ gốc Ả Rập ở Dearborn, Michigan. Cô tốt nghiệp tại Henry Ford Community College, và lấy bằng quản lý kinh doanh tại Đại học Michigan-Dearborn. Rima có một người em gái hiện sống ở Lebanon, và hai anh em trai. Trước khi chiến thắng ỏe cuộc thi Hoa hậu Mỹ, cô đã từng làm công việc bán hàng tại Trung tâm y tế phát triển và tuyển dụng Detroit trong cộng đồng người Mỹ Ả Rập.
Vào tháng 4 năm 2016, Fakih được rửa tội để trở thành người theo đạo Công giáo trước kết hôn với chồng, một nhà sản xuất âm nhạc Wassim Salibi.

## Cuộc thi sắc đẹp
Rima đã tham gia cuộc thi sắc đẹp đầu tiên khi cô 19 tuổi, là á hậu 4 tại Miss Wayne County - một cuộc thi nhỏ trong hệ thống Míss Michigan và Miss America. Sau đó cô tiếp tục tham gia các cuộc thi sắc đẹp quốc tế nhỏ hơn mang tính chất sắc tộc.
Năm 2008, Fakih đã được lựa chọn để đại diện cho Michigan trong cuộc thi Hoa hậu Lebanon Emigrant. Sự kiện này là một phần của cuộc thi Hoa hậu Li-băng dành cho những phụ nữ trẻ thuộc quốc tịch Lebanon hoặc có nguồn gốc Lebanon, sống trong nước hoặc ở nước ngoài. Fakih xếp ở vị trí thứ ba trong cuộc thi, được tổ chức ngày 13 tháng 8 tại Batroûn, Lebanon, cô xếp sau Carina El Kaddissi của Brazil và Jessica Kahawaty của Australia.
Fakih thắng trong cuộc thi Hoa hậu Michigan Hoa Kỳ vào ngày 19 tháng 9 năm 2009 tại Nhà hát McMorran, Port Huron. Tháng 5 năm 2010, cô đại diện Michigan tại Miss USA 2010, cuộc thi được tổ chức tại Planet Hollywood Resort và Casino ở Las Vegas, Nevada. Cô đã giành danh hiệu Hoa hậu Mỹ vào ngày 16 tháng năm 2010, phá vỡ một truyền thống 5 năm mà các tiểu bang miền Nam luôn chiến thắng và trở thành người đầu tiên là Hoa hậu Michigan Hoa Kỳ giành danh hiệu quốc gia từ năm 1993.
Trong đêm chung kết Hoa hậu Hoàn vũ 2010, Rima không có mặt trong Top 15 người đẹp nhất. Cô trở thành đại diện thứ tư của Mỹ không lọt vào Bán kết Hoa hậu Hoàn vũ.
Fakih được nhiều người cho là hoa hậu gốc Lebanon đầu tiên của Mỹ, là người Hồi giáo đầu tiên giành danh hiệu Hoa hậu Hoa Kỳ.
Trong và sau cuộc thi Hoa hậu Mỹ, bản sắc tôn giáo và dân tộc của Fakih đã trở thành một chủ đề của cuộc thảo luận rộng rãi.